# Fritz Leopold Steinthal

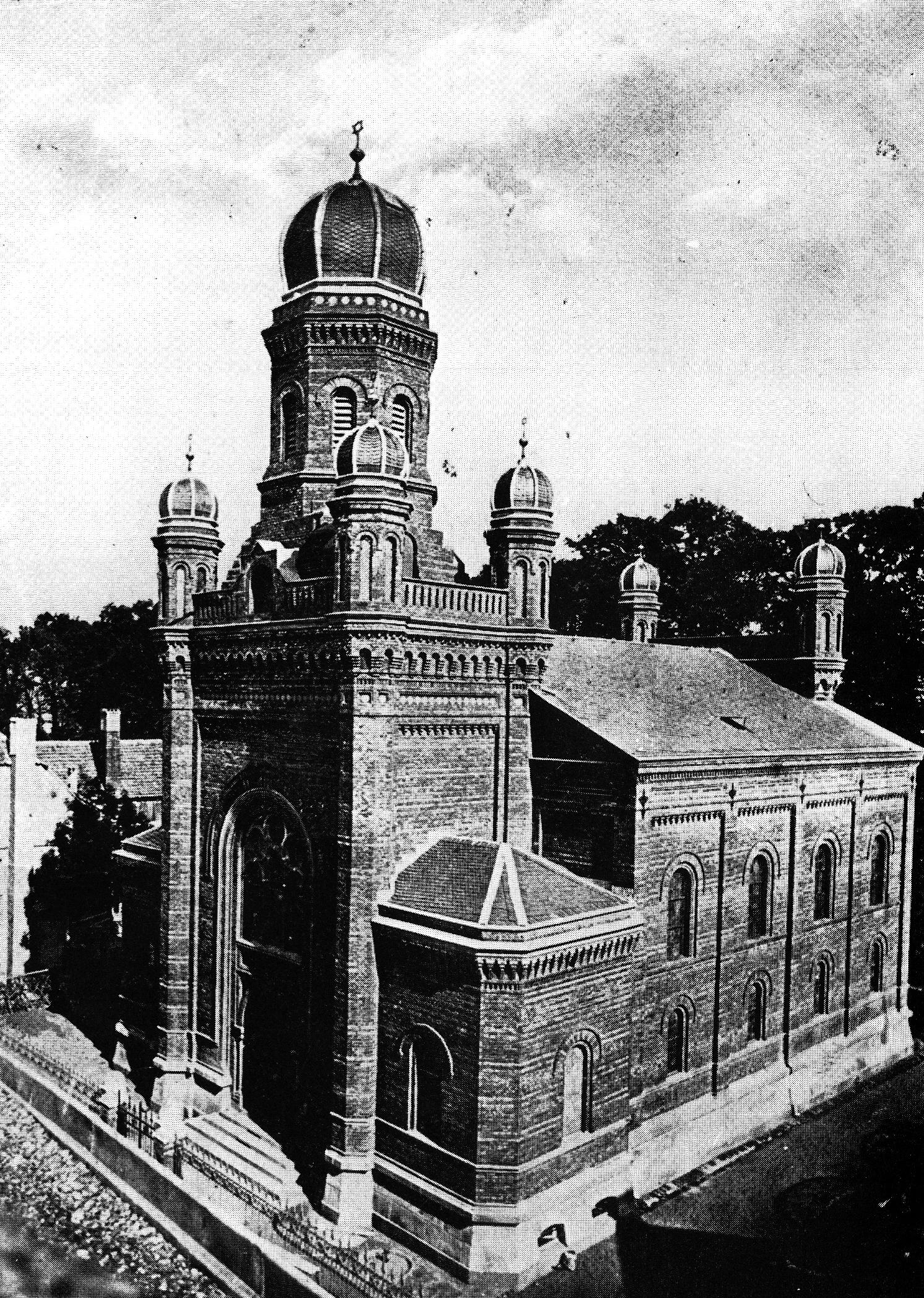
Alte Synagoge Münster (zerstört 1938)

Fritz Leopold Steinthal (* 4. August 1889 in Berlin; † 12. Oktober 1969 in Buenos Aires) war ein deutsch-argentinischer Rabbiner.

## Leben
Fritz Leopold Steinthal, ein Sohn des Kaufmanns Heinrich Steinthal (1844–1896) und der Clara geb. Wiesenthal (1854–1937), wuchs in einem Haushalt des jüdischen Bildungsbürgertums in Charlottenburg auf. Nach dem Abitur an der Kaiser-Friedrich-Schule machte er das Rabbiner-Examen an der Hochschule für die Wissenschaft des Judentums, bevor er an der Friedrich-Wilhelms-Universität das Staatsexamen für das Lehramt an Gymnasien erlangte.  Von 1919 bis 1938 war Steinthal der Rabbiner der jüdischen Gemeinde in Münster. Gleichzeitig fungierte er an der dortigen Marks-Haindorf-Stiftung als Studiendirektor. Als Vertreter seiner Gemeinde war er aktives Mitglied im Preußischen Landesverband jüdischer Gemeinden. Infolge des Antisemitismus wanderte Steinthal 1938 nach Argentinien aus. Dort gründete er 1939 die liberale Gemeinde Culto Israelita de Belgrano. 1969 starb Steinthal im Exil in Argentinien.